# Gafsa
Gafsa (em árabe: دوز) é uma cidade do sul da Tunísia. É a capital das delegações (espécie de distrito ou grande município) de Gafsa Norte e Gafsa Sul, ambas parte da província (gouvernorat) de Gafsa. Em 2004 o conjunto das duas delegações tinha 84 676 habitantes.
Situa-se num alinhamento montanhoso chamado montes de Gafsa, entre o Djebel Bou Ramli e le Djebel Orbata, o último com 1 165 metros de altitude. Devido à sua localização funciona como cruzamento dos eixos rodoviários que ligam Tunes a Tozeur e Nefta e o norte da Argélia à Líbia. Encontra-se 90 km a nordeste de Tozeur, 100 km a sudoeste de Sidi Bouzid, 150 km a noroeste de Gabès, 200 km a oeste de Sfax, 110 km a sul de Kasserine e 360 km a sul de Tunes.

## História
O antigo nome da cidade, Capsa, deu nome à cultura epipaleolítica capsiana. Os vestígios mais antigos de ossadas e atividade humanas encontradas na região datam de há mais de 15 000 anos. Além do fabrico de utensílios em pedra e sílex, os capsianos produziam diversos artefactos em osso como agulhas para coser vestuário de peles de animais. Os romanos ocupam a região no século II a.C. e a cidade desenvolve-se até se tornar um município e depois uma colónia. Em 540 d.C. os bizantinos constroem uma muralha e rebatizam-na Justiniana. O general árabe muçulmano Uqueba ibne Nafi conquista a cidade em 688, mas depara-se com uma resistência aguerrida dos berberes, que durante muito tempo se recusam a converter-se ao Islão. No século XII ainda se falava latim em Gafsa.
Durante o Protetorado Francês da Tunísia, a cidade torna-se o lugar de acantonamento de companhias disciplinares do exército francês. Os insubmissos do 17º regimento de infantaria de linha foram para lá enviados. Durante a Segunda Guerra Mundial, em 1942 e 1943, a cidade foi bombardeada várias vezes pelos alemães, tendo sido destruída uma parte da casbá. Gafsa foi também palco duma batalha histórica de El Guettar, que em 23 de março de 1943 opôs forças aliadas comandadas por Patton à 10ª divisão de panzers do Afrika Korps alemão comandada por von Arnim.
Em 1980 a cidade é tomada de asalto por uma força de comandos vinda da Líbia, um incidente que ficará conhecido mais tarde como os "acontecimentos de Gafsa". Durante o primeiro semestre de 2008, as greves em Gafsa mobilizam uma grande parte da população, muito atingida pelo desemprego e pobreza. Ocorrem tumultos em toda a província, que se saldam em vários mortos, prisões e atos de tortura por parte do regime de Ben Ali. A região esteve no centro da revolução de 2011, juntamente como Sidi Bouzid e Kasserine.

## Economia
O desenvolvimento de Gafsa deve-se à exploração mineira de fosfatos, cuja jazida, uma das mais importantes do mundo, foi descoberta em 1886 por Philippe Thomas, um veterinário militar e geólogo amador francês. Os fosfatos de Gafsa são de grande relevância para a economia tunisina. Em 2007 foram extraídas cerca de oito milhões de toneladas de fosfatos nas minas da região de Gafsa, fazendo da Tunísia o quinto produtor mundial. A Companhia de Fosfatos de Gafsa teve a sua própria linha ferroviária para escoar a sua produção até 1966, na base duma convenção assinada em 25 de agosto de 1896.
Uma das especialidades do artesanato local são os tapetes de lã, sobretudo o kilim e o mergoum, destinados em parte para exportação.